# Подґаєв (Великопольське воєводство)
Подґаєв (пол. Podgajew) — село в Польщі, у гміні Клодава Кольського повіту Великопольського воєводства.
Населення — 117 осіб (2011).
У 1975-1998 роках село належало до Конінського воєводства.

## Демографія
Демографічна структура станом на 31 березня 2011 року:
|          | Загалом | Допрацездатний вік | Працездатний вік | Постпрацездатний вік |
| -------- | ------- | ------------------ | ---------------- | -------------------- |
| Чоловіки | 59      | 11                 | 39               | 9                    |
| Жінки    | 58      | 13                 | 28               | 17                   |
| Разом    | 117     | 24                 | 67               | 26                   |